# Terra brigasca
La Terra brigasca o Paese brigasco (Tera brigašca in dialetto brigasco, Pays brigasque in francese)  è l'area etno-linguistica nella quale si riconoscono i brigaschi riuniti nella loro storica Associazione "A Vastera", situata sulle Alpi marittime, a cavallo tra Francia e Italia e suddivisa tra le province di Cuneo e Imperia, ed il dipartimento delle Alpi Marittime.

## La Terra brigasca

La posizione della Terra brigasca oggi, fra Francia e Italia

Centro di questa piccola area è Briga Marittima (Briga fino a 1865; La Brigue in francese), che con circa 500/600 abitanti è il borgo più grande ed ospita la stragrande maggioranza della popolazione brigasca; il centro fu capoluogo del comune di Briga Marittima (che comprendeva anche l'attuale Briga Alta), fino al 12 ottobre 1947, quando dalla neonata repubblica italiana, passò alla restaurata repubblica francese.

La posizione della Terra brigasca fino al 1947 solo in Italia

## Il brigasco e la Terra brigasca
In tutto il territorio si parla il dialetto brigasco, una variante del ligure affine ad altre varietà della Val Roia (roiasco).

## Diffusione dei brigaschi
I brigaschi, ossia le persone che abitano l'area di dialetto brigasco sono circa 700/800, così distribuite:

### In Francia
- Provenza-Alpi-Costa Azzurra nel dipartimento delle Alpi Marittime, nell'arrondissement di Nizza e nel Cantone di Tende:
  - La Brigue (fino al 1947 Briga Marittima, dal 1947 al 1976 La Brigue de Nice, in brigasco Ra Briga, in ligure Briga, in piemontese Briga);
    - inclusa la frazione Morignole (fino al 1947 Morignolo, in brigasco Morignoo).

### In Italia
- Piemonte in provincia di Cuneo:
  - Briga Alta (Briga Àuta) comune composto delle frazioni di:
    - Carnino (Carnin), Carnino inferiore e Carnino superiore
    - Upega (Üpëga)
    - Piaggia (A Ciagia)

  - Viozene (Viusèna), una frazione del comune di Ormea
- Liguria in provincia di Imperia:
  - Realdo (Rêaud), frazione del comune di Triora (fino al 1947 frazione di Briga Marittima)
  - Verdeggia (Vërdegia), frazione del comune di Triora

## Parentela linguistica
+ Figun (Alpes-Maritimes)
     + Figun (Var)
     Roiasco
     Tendasco (Roiasco)
     Brigasco (Roiasco)
     Monegasco
     Ligure coloniale (Bonifacio)

Parlate ligure in Francia e Monaco
+ Figun (Alpes-Maritimes)
+ Figun (Var)
Roiasco
Tendasco (Roiasco)
Brigasco (Roiasco)
Monegasco
Ligure coloniale (Bonifacio)

Dialetti liguri in territorio francese si parlavano, oltre che in val Roia (Briga, Tenda, Saorgio, Breglio, Fontan) importati dalla zona di Oneglia nel corso del sec. XV, più a ovest in località come Biot, Vallauris, Mons ed Escragnolles. Ancora di tipo schiettamente ligure (intemelio) è la varietà monegasca, lingua nazionale del Principato di Monaco.